# Gebhard Eckler
Friedrich Gebhard Julius Conrad Eckler (* 28. August 1832 in Eisleben; † 25. Juni 1907) war ein deutscher Turner und Turnpädagoge.

## Leben und Werk
Eckler wurde im Mansfelder Land in der preußischen Provinz Sachsen als Sohn des Land- und Stadtgerichtssekretärs Carl Eckler geboren. Nach dem Schulbesuch ging er an das Lehrerseminar in seiner Geburtsstadt. Nach dem erfolgreichen Abschluss erhielt er 1852 seine erste Stelle an den Franckeschen Stiftungen in Halle (Saale). Dort wurde ihm an der Universität Gelegenheit zur Vervollkommnung seiner Studien gegeben, er besuchte mehrere Vorlesungen. 1859 wechselte Eckler als Seminarlehrer nach Köslin. Bereits 1863 war er Eleve und ab 1864 zweiter Lehrer an der Zentralturnanstalt in Berlin bei Carl Philipp Euler. Seine Haupttätigkeit war neben der Inspizierung des Turnunterrichts an den preußischen Schulen und dem Lehramt in der Verwaltung der Anstaltsbücherei und der Fortsetzung der von Kluge begonnenen Sammlung von Modellen zu Turngeräten, die Eckler teilweise selbst entwarf. 1892 wurde ihm aufgrund seiner Verdienste um das Turnwesen der Professor-Titel verliehen. 1902 wurde er Unterrichtsdirigent und ging 1905 in den Ruhestand. Zwei Jahre später starb er.

## Familie
Eckler heiratete 1865 die Tochter des Seminarlehrers Johann Gottlieb Schubert aus Köslin.

## Schriften
- (mit Carl Philipp Euler):  Verordnungen und amtliche Bekanntmachungen das Turnwesen in Preußen betreffend. Leipzig 1869.
- Hausgymnastik für Gesunde und Kranke
- (mit E. Angerstein) (Hrsg.): Haus-Gymnastik für Mädchen und Frauen, eine Anleitung zu körperlichen Übungen für Gesunde und Kranke des weiblichen Geschlechtes mit vielen Holzschnitten und einer Figurentafel. 1890.